# Svensk Kassaservice

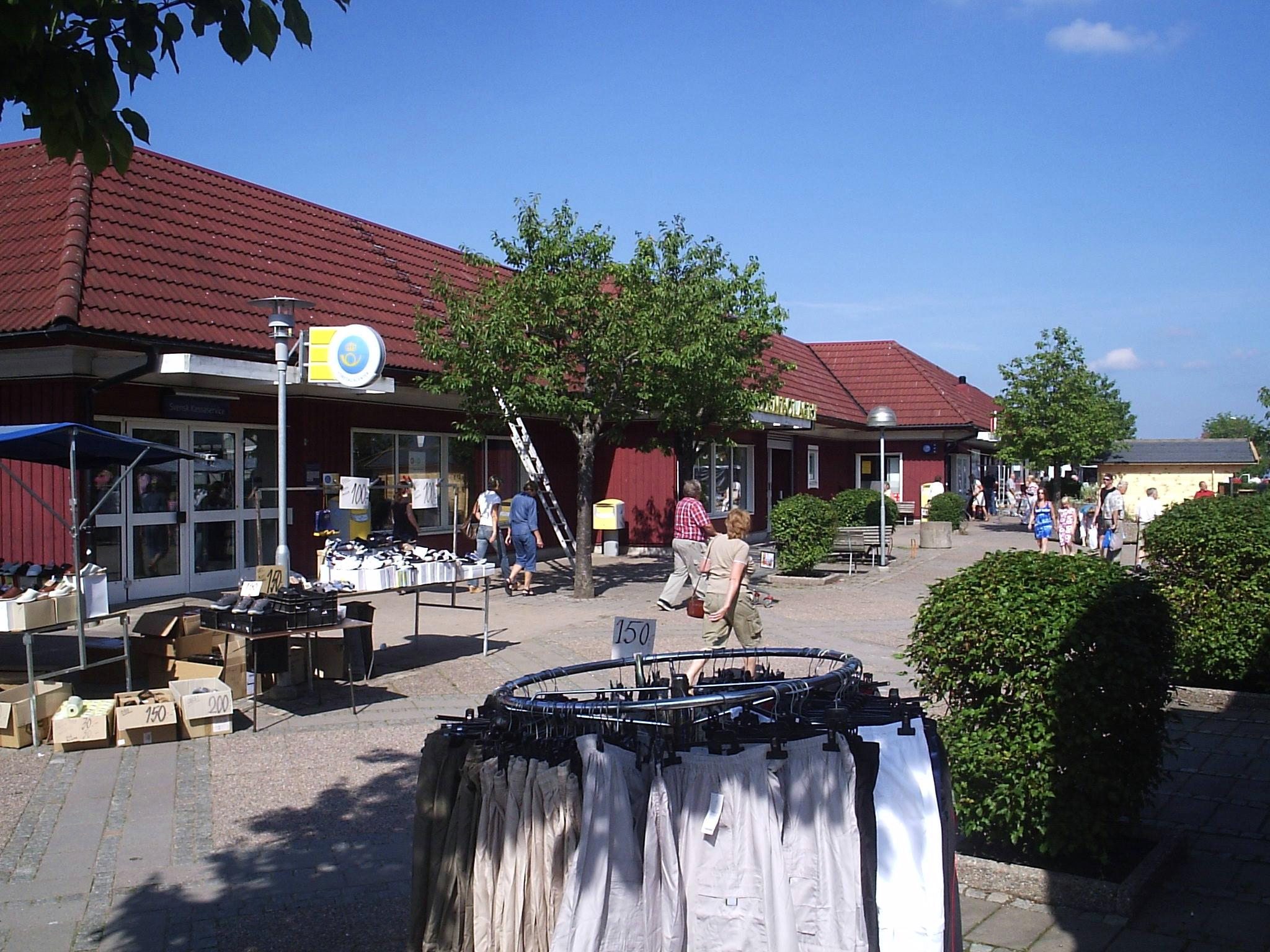
Svensk Kassaservice i Henån, 2006.

Svensk Kassaservice AB var ett av Postens dotterbolag som utförde kassa-, bank- och plusgirotjänster. Företaget upphörde med sin verksamhet den 1 januari 2009.
Lagen om grundläggande kassaservice (2001:1276) kom till efter att de gamla postkontoren lagts ner och trädde i kraft 1 januari 2002. Svensk Kassaservice bildades som ett dotterbolag till Posten för att utföra manuella betaltjänster på uppdrag av svenska banker i ett rikstäckande kontorsnät.
Den 14 juni 2007 beslutade riksdagen att lagen om grundläggande kassaservice skulle upphöra den 31 december 2008. Det betydde att Svensk Kassaservice under 2008 avvecklade sin verksamhet. Nordea tog över 70 av Svensk Kassaservice mest besökta kontor. Detta har inneburit att cirka hälften av Svensk Kassaservice kunder kan fortsätta göra sina ärenden på samma kontor, men nu i Nordeas regi.
Riksdagen gav kommunikationsmyndigheten Post- och telestyrelsen (PTS) i uppdrag att upphandla grundläggande betaltjänster på orter där bankalternativ saknas. PTS fick också i uppdrag att upphandla grundläggande betaltjänster till funktionshindrade och äldre på landsbygden. 
Brevgirot, som ägs av Kuponginlösen AB och ICA banken, vann upphandlingen och erbjöd mellan 1 december 2008 och 31 augusti 2012 grundläggande betaltjänster på orter där bankalternativ saknas, framför allt i Övre Norrland och Norrlands inland samt till äldre och funktionshindrade på landsbygden.
Staten har ett övergripande ansvar för att alla medborgare ska ha tillgång till grundläggande betaltjänster. Regeringen har givit länsstyrelserna i uppdrag att utvärdera att tillgången till grundläggande betaltjänster tillgodoses. Vissa personer kan inte betala räkningar på annat sätt än kontant över disk. Utan svensk legitimation är det till exempel ofta svårt att öppna ett bankkonto. Har man skulder till kronofogden får man inte öppna privatgiro.